# Lasianthus purpureus
Lasianthus purpureus är en måreväxtart som beskrevs av Carl Ludwig von Blume. Lasianthus purpureus ingår i släktet Lasianthus och familjen måreväxter. Inga underarter finns listade i Catalogue of Life.